# Ernst Lieber

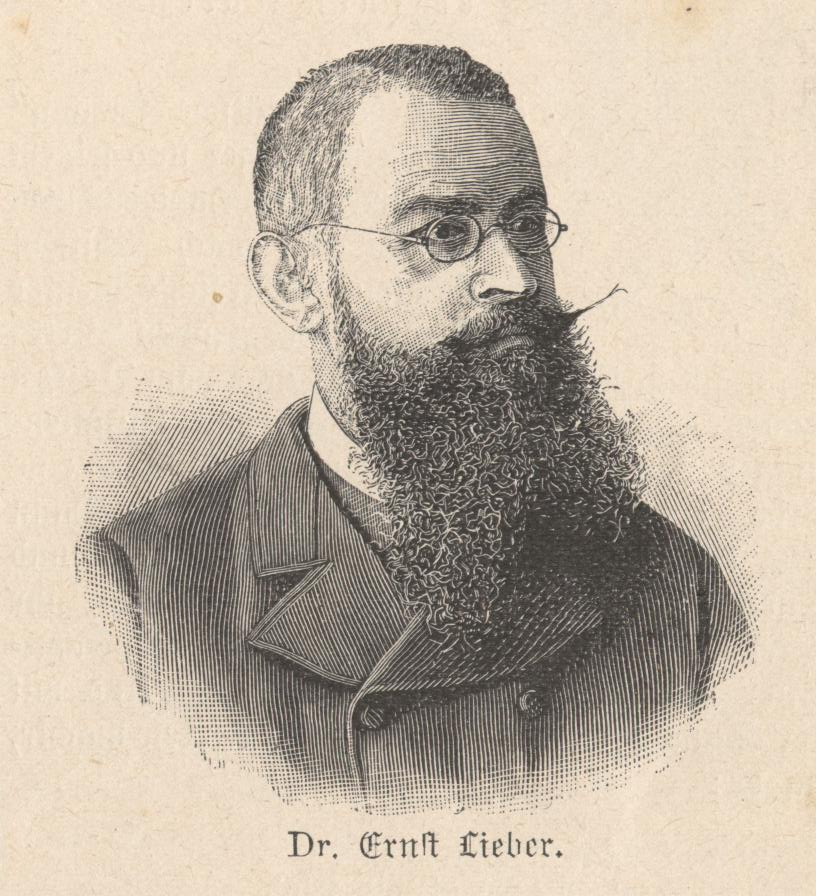
Ernst Lieber, zeitgenössischer Stich

Ernst Lieber, Fotografie von Loescher & Petsch, Berlin um 1874

Philipp Ernst Maria Lieber (* 16. November 1838 in Camberg; † 31. März 1902 ebenda) war Zentrumspolitiker und Mitglied des Reichstags.

## Leben
Ernst Lieber war der Sohn des Advokaten, Politikers und Teehändlers Moritz Joseph Josias Lieber. Das Abitur erwarb Ernst Lieber am Gymnasium in Hadamar. Er studierte ab 1858 Jura in Würzburg, München und Bonn. Lieber promovierte schließlich in Heidelberg. Nach dem Tod seiner Vaters unterbrach er 1863 die Arbeit an seiner Habilitation und unterstützte seine Mutter in der Erziehung der jüngsten Geschwister und im elterlichen Teehandelshaus. In Camberg gründete er einen Gewerbeverein und einen katholischen geselligen Verein. Ernst Lieber heiratete am 24. September 1873 die 15 Jahre jüngere Josefine Arnold (1853–1932). Aus der Ehe gingen zwölf Kinder hervor. Lieber war Mitglied der katholischen Studentenverbindungen AV Austria Innsbruck, KAV Suevia Berlin, KDStV Winfridia Breslau, VKDSt Rhenania Marburg und KDStV Bavaria Bonn.

## Wirken
Ernst Lieber betätigte sich beim Aufbau des kirchlichen Vereinswesens und zählte bald zu den führenden Repräsentanten des Laienkatholizismus der Diözese Limburg.
Auf Betreiben Bischof Blums hielt Lieber 1869 seine erste Rede auf einem Katholikentag. Später gehörte er zu den Mitbegründern des Zentrums, deren Parteivorsitz er 1891 nach dem Tod von Ludwig Windthorst übernahm. Er wurde 1870 in das Preußische Abgeordnetenhaus und im März 1871 in den ersten Reichstag gewählt. Beide Mandate übte er bis zu seinem Tod aus. Während des Kulturkampfes profilierte er sich als redegewandter Gegner Bismarcks, insbesondere bei den Debatten um die gesetzliche Sonntagsruhe, die Einschränkung der Frauen- und Kinderarbeit und die allgemeine Arbeitszeitbegrenzung. Nach der teilweisen Zurücknahme der Kulturkampfgesetze schlug die Partei unter seiner Führung einen betont nationalen Kurs ein. So unterstützte Lieber insbesondere die Flottenvorlagen, womit er die Großmachtpolitik Kaiser Wilhelms II. unterstützte.
Lieber war politisch auch in seiner Geburtsstadt Camberg tätig. Er gehörte der Stadtverordnetenversammlung an und war zeitweise Stadtverordnetenvorsteher. Er gehörte auch dem Kreistag und Kreisausschuss an, ferner dem Kommunallandtag des Regierungsbezirks Wiesbaden, als auch dem Provinziallandtag der preußischen Provinz Hessen-Nassau in Kassel. In Camberg ließ Ernst Lieber 1889 den Lieberschen Turm auf alten Fundamenten bauen, in dessen Turmzimmer er Besucher empfing (siehe: Liebersches Anwesen).
1885 wurde Lieber zum Präsidenten des Katholikentages in Münster gewählt. 1898 war er Ehrengast der 43. Generalversammlung des Deutschen römisch-katholischen Centralvereins und des 9. deutsch-amerikanischen Katholikentages in Milwaukee.

## Auszeichnungen
Papst Leo XIII. verlieh ihm das Großkomturkreuz des Piusordens und ernannte ihn zum Geheimen Kammerherrn.